# Вила Фурло ди Пађино (Пезаро и Урбино)
Вила Фурло ди Пађино је насеље у Италији у округу Пезаро и Урбино, региону Марке.
Према процени из 2011. у насељу је живело 90 становника. Насеље се налази на надморској висини од 145 м.